# Chhindwara
Chhindwara – miasto w Indiach, w stanie Madhya Pradesh. W 2011 roku liczyło 175 052 mieszkańców.